# جايوس ترينتيوس فارو
 جايوس ترينتيوس فارو  قائد وقنصل روماني. كان قنصلاً لروما جنبا إلى جنب مع زميله لوشيوس أميليوس بوليوس. في عام 216 ق.م، قاد فارو الرومان في معركة كاناي خلال الحرب البونيقية الثانية، ضد القرطاجيين بقيادة حنبعل، وأسفرت المعركة عن هزيمة كارثية للرومان.
تولى فارو حكم ولاية «بيسينيوم» الرومانية في الفترة من عام 215 ق.م حتى عام 213 ق.م. كما كان قائداً لحامية «إتروريا» عامي 208 و 207 ق.م. وتولى الدفاع عنها ضد شقيق حنبعل الأصغر صدربعل برقا. في عام 200 ق.م. تم اختيار فارو سفيراً للرومان في إفريقية.